# Педро де Ампудья
Педро де Ампудья (ісп. Pedro de Ampudia; 30 січня 1805 — 7 серпня 1868) — офіцер мексиканської армії, відомий командуванням мексиканськими силами у війнах за незалежність Техасу та Американо-мексиканської війни.

## Біографія
Почав свою кар'єру у іспанській армії. Після отримання Мексикою незалежності емігрував до Мексики та вступив до лав мексиканської армії.
Командував мексиканською артилерією під час осади Аламо, брав участь у битві під Сан-Хасінто (1836). Під час Американо-мексиканській війни у 1846 році був призначений головнокомандувачем мексиканській Армії півночі. Був звільнений з поста за брутальну страту партизанського ватажка. Головнокомандувачем став генерал Маріано Аріста. Після поразки військ Аристи у битві під Пало-Альто генерал Ампудья критикував Арісту за «неприйнятні тактичні промахи». Він продовжив критику після мексиканської поразки у битві над Ресака-де-ла-Пальма. Під час відступу був знов призначений головнокомандувачем мексиканській Армії півночі. Керував обороною Монтеррея 21-24 вересня 1846 р. Був змушений підписати перемир'я та здав Монтеррей армії США, але відступив, зберігши озброєння його війська. Подальша кар'єра Педро де Ампудья була адміністративною, але він також керував частиною мексиканського війська у битві під Буено-Віста (1847).
Педро де Ампудья був губернатором штату Нуево-Леон у 1846, 1853—1854 рр.